# Моргенштерн (зброя)

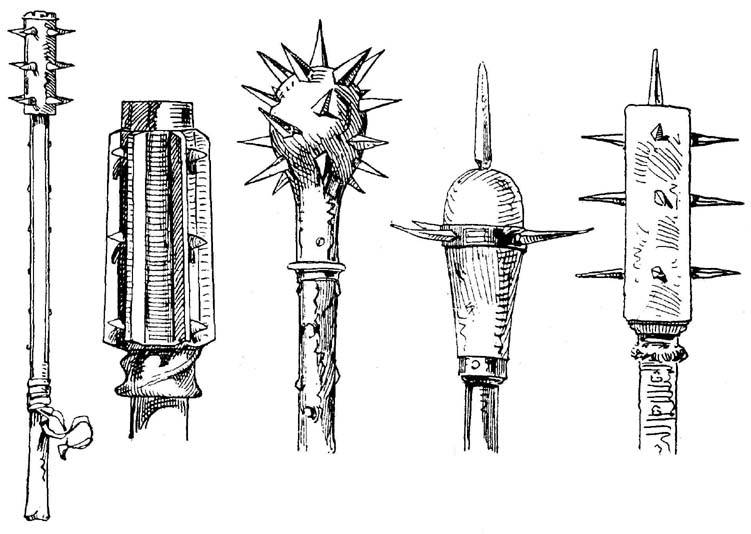
Моргенштерн (посередині). Ілюстрація з «Підручника військового мистецтва», Лейпциг, 1890

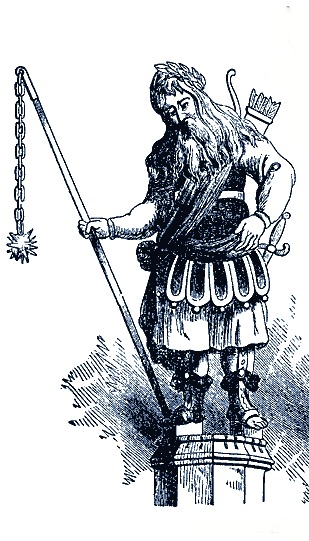
Магог з ланцюговим моргенштерном

Моргенште́рн (нім. Morgenstern, англ. morning star, дос. «ранкова зірка», «Венера») — різновид холодної зброї, складений із залізної кулі, спорядженої шипами і насадженої на держак.

## Застосовування
Моргенштерн використовувався як навершя палиць або замість гирі обушків. Таке навершя сильно збільшувало вагу зброї — сам моргенштерн важив більше 1,2 кг, його розміри і шипи сильно діяли на бойовий дух противника, лякаючи його своїм виглядом. Хоча використання кулі з шипами збільшувало тяжкість поранень, завдаваних противнику, це сильно ускладнювало носіння зброї, до того ж шипи заважали точному влученню, чіпляючись за близькі предмети і часто застрягали в щитах або обладунках.
Моргенштерном також звався шипастий дрюк або булава з колючкуватим навершям, описаним вище. Така зброя була на озброєнні швейцарської піхоти до середини XV століття. Завдяки простоті виготовлення, моргенштерни були популярні в період селянських воєн у Німеччині. Крім піхотного моргенштерна, існував також кавалерійський, на укороченій рукояті. Деякі кавалерійські моргеншерни були поєднані з ручними пищалями — їхнім держаком слугував ствол рушниці.
В Англії XVI ст. існувала схожа зброя — так зване «кропило» (holy water sprinkler), що отримала назву за схожість з католицьким кропилом. Один зразок подібної зброї знаходиться у Королівській Збройовій палаті у Лондоні. Він являє собою повністю сталеву кулю з шістьма ребрами, які утворюють три шипи. Нагадує булаву, але має хрестоподібні шипи, які розширюються зверху. Держак підсилено чотирма металевими язичками, загальна довжина зброї 189 см.

## Інше
- Кро́пач (чеськ. kropáč, букв. — «кропило») — аналогічна чеська середньовічна зброя. Широко використовувалася гуситами. Отримала назву за схожість з католицьким кропилом.
- Ланцюговий моргенштерн (нім. Kettenmorgenstern) — німецька назва шипчастого обушка. У ньому шипаста куля з'єднувалася з руків'ям за допомогою ланцюга. У перекладах на українську доцільніше перекладати Kettenmorgenstern як «шипчастий обушок».
- Годентаг (нід. goedendag) — середньовічна фламандська зброя колючої та роздроблюючої дії, у сучасних джерелах часто помилково описується як моргенштерн.

## Моргенштерн в масовій культурі
- У фільмі «Володар перснів: Повернення короля» у битві на Пелленорських полях Король-примара б'ється з Еовін величезним ланцюговим моргенштерном (втім, у романі його зброєю була булава).
- У фільмі «Жанна д'Арк» (1999 р.) в одній з битв Жиль де Ре (грає Венсан Кассель) бореться двома ланцюговими моргенштернами.
- У фентезійній серії романів Роджера Желязни «Хроніки Амбера» надзвичайно великого та могутнього коня принца Джуліана звали Моргенштерном.
- Також у серії книг Кассандри Клер «Знаряддя смерті» (англ. The Mortal Instruments) «Моргенштерн» — прізвище одного з родів нефілімів, символом якого є п'ятипроменева зірка.
- У культовій серії ігор Civilization починаючи з третьої частині присутня середньовічна піхота, озброєна ланцюговими моргенштернами (шипчастими обушками).